# Trinkhalle (Bad Ischl)

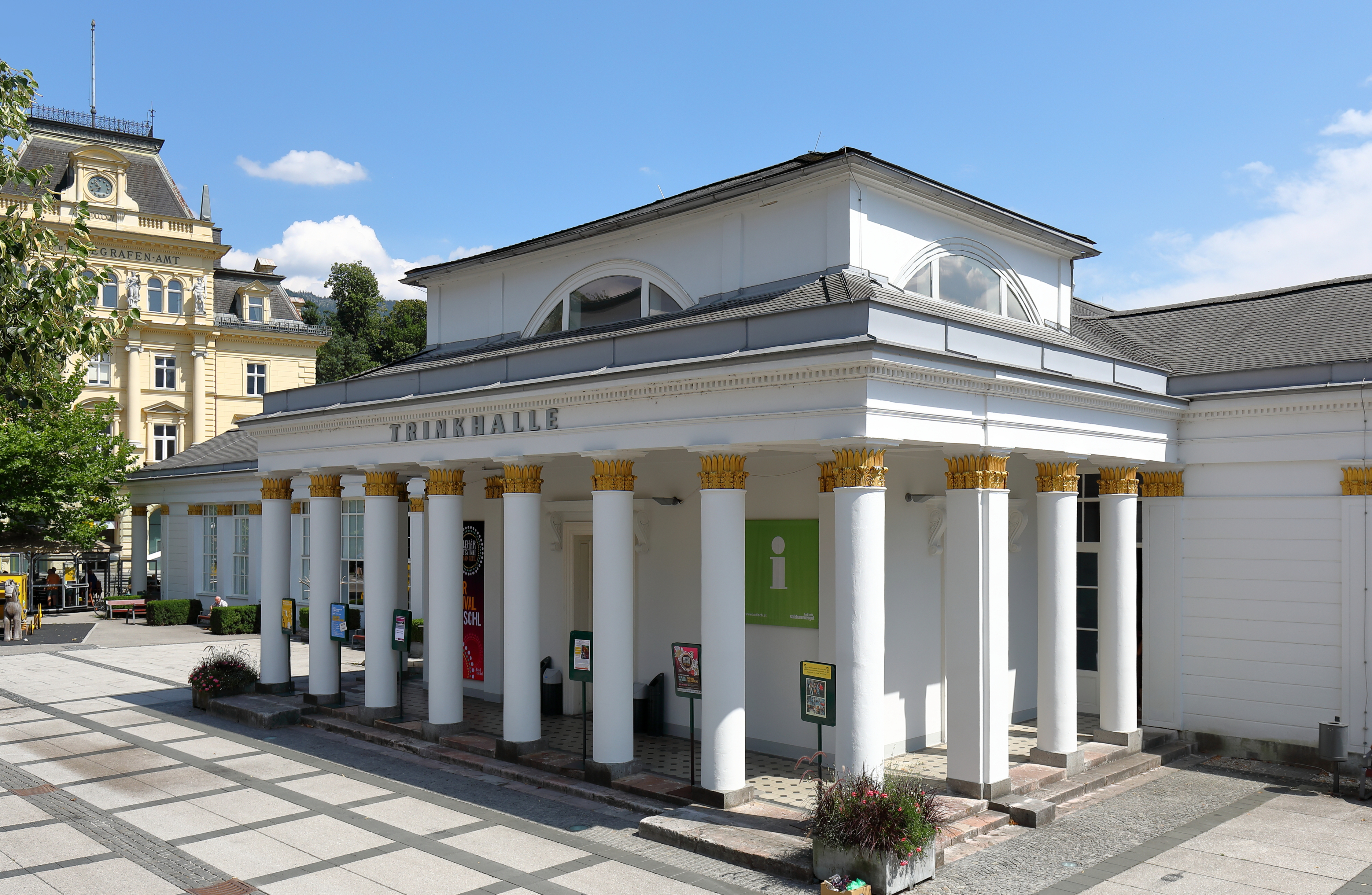
Ostansicht der Trinkhalle (2018)

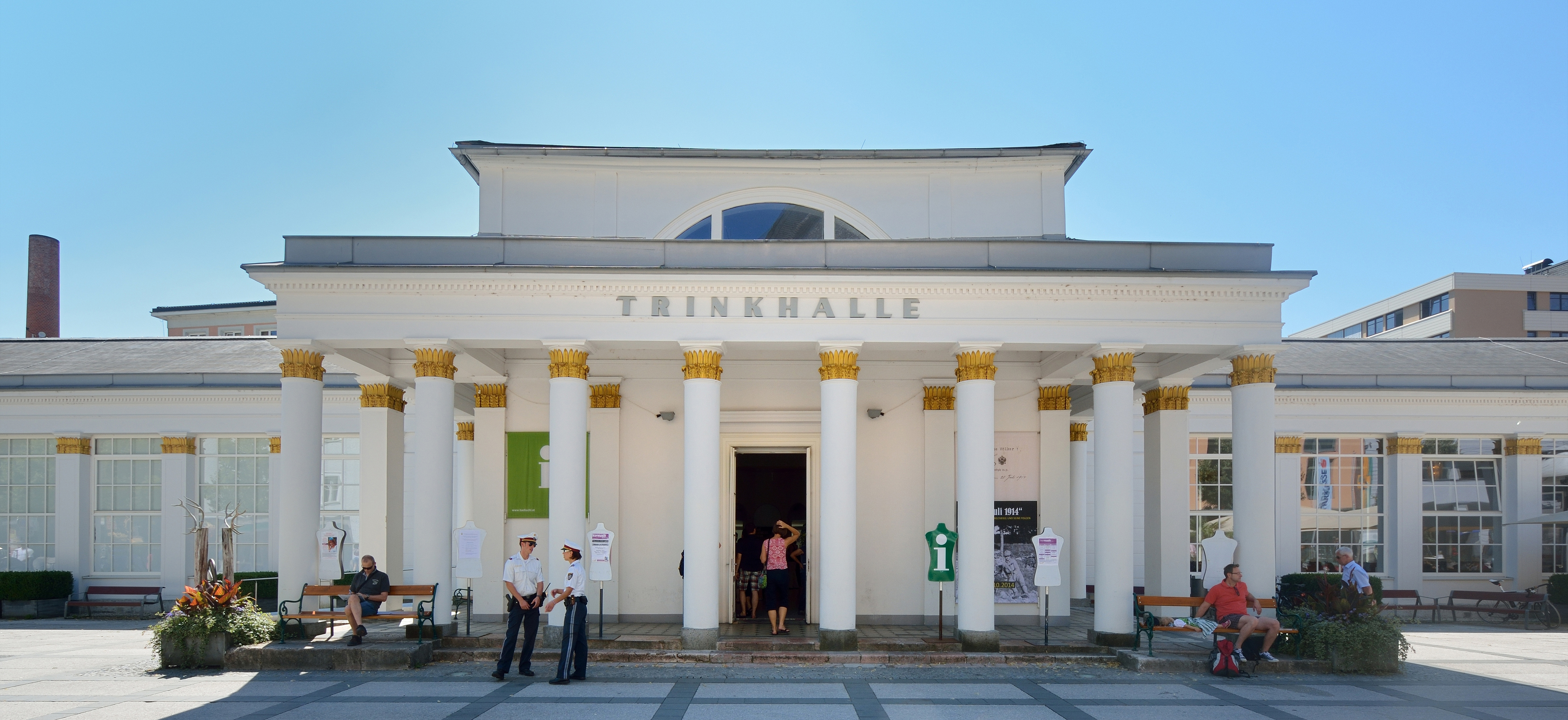
Trinkhalle (2014)

Die Trinkhalle ist eine unter Denkmalschutz stehende ehemalige Kuranlage in Bad Ischl im Salzkammergut (Oberösterreich). Sie dient als Veranstaltungs- und Ausstellungsgebäude.

## Geschichte
Die Trinkhalle wurde ab 1829 von Franz Lössl im klassizistischen Stil als Solebadeanstalt erbaut und 1831 in Betrieb genommen. Eine erste Badestube, von dem Salinenphysikus Josef Goerz eingerichtet, hatte es in Ischl bereits 1823 gegeben. Der Neubau erhielt einen Umgang mit korinthischen Säulen. In den Anfangsjahren trug die Anlage die Bezeichnungen Solbad oder Wirerbad nach Franz Wirer, dem Wiener Leibarzt Kaiser Franz Joseph I. Wirer begründete den Ruhm Ischls als Sommerfrische und Kurort. Neben verschiedenen Bädern wurden Trinkkuren mit Molke verabreicht. Kurgäste trafen sich im Konversationssalon. Der Bau wurde zwischen 1851 und 1853 um zwei Seitenflügel erweitert.
Im 20. Jahrhundert wurde das Gebäude zeitweilig vernachlässigt. In den 1960er Jahren sollte die Trinkhalle abgerissen werden; schließlich entschied man sich für die Erhaltung. 1963 begann eine umfassende Sanierung. Im Jahr 2005 tauschte das Bundesland Oberösterreich, in dessen Besitz sich das erneut vernachlässigte Gebäude befand, die Trinkhalle bei der Stadt Bad Ischl gegen Flächen des Alten Bauhofs ein. Der Bad Ischler Rat verabschiedete im März 2006 die Satzung für die Einrichtung der Trinkhalle als Betrieb mit marktbestimmter Tätigkeit der Stadtgemeinde Bad Ischl. Er beschloss einen Umbau- und Sanierungsplan, der Gesamtkosten in Höhe von 1,9 Millionen Euro vorsah.
Bei der Sanierung im Jahr 2007 wurde neben Arbeiten im Inneren die ursprüngliche Farbgebung in gebrochenem Weiß wiederhergestellt; Palmetten und Akanthusblätter der Säulen sind wieder goldfarben. Auch der Vorplatz wurde neu gestaltet. Der nicht mehr bestehende Trinkbrunnen soll wieder aufgestellt werden.

## Nutzung
Die Trinkhalle wird von der Kurdirektion Bad Ischl genutzt; außerdem ist der Bad Ischler Tourismusverband darin untergebracht. 1999 zum Strauss-Jahr wurde die Ausstellung „Johann Strauß: Was geh’ ich mich an!? Glanz und Dunkelheit im Leben des Walzerkönigs“ gezeigt. Im März 2006 diente sie dem Bad Ischler Bürgermeister zum Empfang der Jugendminister der EU-Staaten bei deren informellen Treffen in Bad Ischl. Im Rahmen der Oberösterreichischen Landesausstellung 2008 wurde in der Trinkhalle die Ausstellung „Menschen, Mythen, Monarchen“ gezeigt. Sie gab einen Eindruck von der Bedeutung Bad Ischls von seiner Glanzzeit als Sommerresidenz der österreichischen Kaiserfamilie bis in die Gegenwart.